# Ольшанський Борис Михайлович
Борис Михайлович Ольшанський — російський живописець, член СХР, автор більш ніж 300 картин тематично присвячених переважно слов'янській міфології.

## Біографія
Народився 1956 року в Тамбові. Закінчив Пензенське художнє училище ім. К. А. Савицького (факультет живопису, 1976—1980 рр.) та Московський художній інститут ім. Сурікова (факультет графіки, 1980—1986 рр.). З 1983 року почав брати участь у художніх виставках. З 1989 року — член Спілки художників Росії. Згодом постійний учасник міських, обласних, республіканських виставок.

## Творчість
Автор більш ніж 300-х картин, зокрема :
- «Переказ про Святослава» (рос. «Предание о Святославе»)
- «Народження воїна» (рос. «Рождение воина»)
- «Клятва Сварожича» (рос. «Клятва Сварожича»)
- «Різанина на Дніпрі» (рос. «Сеча на Днепре»)
- «Ніч на Івана Купала» (рос. «Ночь на Ивана Купала»)
- «Тіні забутих предків» (рос. «Тени забытых предков»)
- «Танок з вогнем» (рос. «Танец с огнем»)
- «Слов'янська бувальщина» (рос. «Славянская быль»)
- «Зоря-світаниця» (рос. «Заря-заряница»)
- «Слово о полку Ігоревім» (рос. «Слово о полку Игореве»)

та інших.